# Вела Гълф (ракетен крайцер, 1992)
Вела Гълф (на английски: USS Vella Gulf (CG-72)) е ракетен крайцер на ВМС на САЩ от типа „Тикондерога“. Това е вторият кораб, кръстен в чест на битката в залива Вела, морското сражение от Соломоновата кампания на Втората световна война, първият от които е USS Vella Gulf (CVE-111) – ескортен самолетоносач, въведен в строй през 1945 г. Килът на кораба е заложен на 22 април 1991 г. в Паскагула (Мисисипи) от компанията Ingalls Shipbuilding, тогава подразделение на Litton Industries. Той е спуснат на вода на 13 юни 1992 г. и е въведен в експлоатация на 18 септември 1993 г. във военноморската база в Норфолк.
Разработен като многоцелеви кораб, „Вела Гълф“ е способен да води продължителни бойни действия в условията на противовъздушна и противолодъчна борба. Крайцерът поддържа авионосните ударни групи, десантно-щурмовите групи, противоракетната отбрана, а също така може да изпълнява мисии за прехващане и съпровождане. Неговите разнообразни бойни възможности се организират от бойната информационно-управляваща система „Аеджис“ и от напълно интегрираната с нея електронна система за откриване, поразяване и управление на огъня.

## История на службата
„Вела Гълф“ успешно завършва ходовите си изпитания през февруари 1998 г. През май и юни той извършва двумесечно плване, вземайки участие в 26-е ежегодни морски учения US Baltic Operations (BALTOPS) '98 в западната част на Балтийско море, от 8 до 19 юни 1998 г. В хода на ученията командирът на осма авионосна група командва ученията от кораба. След това крайцерът завършва попълването на своите запаси, а на борда са качени вертолетите LAMPS. Крайцерът успешно завършва учението по командване и управление (C2X) и посещава порт Сейнт Джон, Американски Вирджински острови. След края на C2X „Вела Гълф“ продължава своята подготовка.
През януари 1999 г., след пета поредна победа в "Битката „Е“, корабът пристъпва към тренировъчни операции, едновременно провеждайки седмичен курс за подготовка на командващите силите за ПВО. Успешното завършване от „Вела Гълф“, през февруари 1999 г., на ученията Обединена оперативна група (Joint Task Force Exercise или JTFEX) '99 ознаменува края на десетимесечна работа. Крайцерът се насочва към Адриатическо море на 26 март 1999 г. След шестдневен път „Вела Гълф“ заема своята позиция в Адриатическо море и участва в операцията „Благородна наковалня“. През май и юни „Вела Гълф“ продължава да участва в поддръжката на бойните действия, стреляйки с „Томахоуци“ и вземайки върху себе си задълженията на кораб за управление (ADC, ASUWC, ASWC и координатор на стартовата зона), а също така провежда многобройни мероприятия за дозареждане в открито море и попълване на запасите до отслабването на режима и прекратяването на бойните действия. „Вела Гълф“ започва август с участие в учения с още няколко кораба, където участва в ученията DIVTACS, LeapFrogs, Tomahawk, учения на подводни лодки, полетни операции и артилерийски тренировки. На 22 септември 1999 г. крайцерът се връща в домащното пристанище, а след това, през ноември, отплава за Йорктаун, щата Вирджиния, за пълно разтоварване на въоръжението.
В състава на ударната група на самолетоносача „Джордж Вашингтон“ (USS George Washington (CVN-73)), в отговор на терористичните атаки от 11 септември 2001 година, корабът се насочва в плаване за поддръжка на отбранителни и хуманитарни действия при брега на Ню Йорк. Седмица по-късно крайцерът е разгърнат, в състава на ударната група на самолетоносача „Теодор Рузвелт“ (USS Theodore Roosevelt (CVN-71)), в Средиземноморието и Южна Азия за поддръжка на операцията „Несъкрушима свобода“. Авионосната ударна група преминава през Суецкия канал на 13 октомври и пристига в Арабско море на 15 октомври, а след това се връща през април 2002 г.
През март 2003 г. крайцерът се включва към осмо авиносно съединение.
На 5 януари 2007 г. „Вела Гълф“ започва шестмесечно плаване в състава на експедиционната ударна група на УДК (USS Bataan (LHD-5)) (BATESG). Извършва операции в Персийския залив, северната част на Арабско море заедно с френския самолетоносач „Шарл дьо Гол“ (в поддръжка на операцията „Несъкрушима свобода“), Оманския и Аденския заливи. Участва в многонационални учения, в т.ч. в AMAN '07, организираи от Пакистан. „Вела Гълф“ посещава Агадир (Мароко) и Гаета (Италия), два пъти посещава Манама (Бахрейн). Завръща се в своя порта на домуване, Норфолк, щата Вирджиния, на 3 юли 2007 г.

### Антипиратски операции
„Вела Гълф“ е идентифициран като един от корабите на ВМС на САЩ, заграждащи MV „Фаина“, съд, собственост на Украйна и регистриран в Белиз, на борда на който са намерени 33 танка Т-72, РПГ и други боеприпаси, след като той е пленен от пирати при бреговете на Сомалия на 25 септември 2008 г. В крайна сметка корабът не е освободен и за него е платен откуп.
На 11 февруари 2009 г. крайцерът отговаря на сигнал за бедствие на танкера Polaris в Аденския залив. Polaris съобщава, че пирати на лодка се опитват да се качат на борда на танкера по стълбите, обаче екипажът успява да попречи на техните опити. С пристигането си в този район „Вела Гълф“ прихваща лодка със седем мъже на бода. Екипажът на борда на танкера ги разпознава като нападателите, те са доставени на борда на крайцера и са преместени на снабдителния кораб USNSLewis and Clark и изпратени в Кения за съдебен процес.
На следващия ден, 12 февруари, „Вела Гълф“ отговаря на сигнал за бедствие от индийския товарен кораб „Премдивия“, който съобщава, че е преследван от пирати, които обстрелват кораба. „Вела Гълф“ насочва към мястото на произшествието вертолет, който дава предупредителни изстрели и преследва пиратския кораб. След това крайцерът изпраща абордажна група на две надуваеми лодки (RHIB) и пленява девет пирата, които отново са предадени на „Луис и Кларк“.
През декември 2015 г. корабът е приписан към 12-а авионосна ударна група. На 23 април 2017 г. „Вела Гълф“ е изпратен в осеммесечно разгръщане за поддръжка на операции по осигуряване на безопасността на корабоплаването в Персийския залив. През юли крайцерът се присъединява към 11-а авионосна ударна група, която три месеца нанася въздушни удари по обекти на ИГИЛ в Ирак и Сирия. АУГ се връща на 15 декември.
През 2020 г. в бюджетния плане на ВМС на САЩ е описано поставянето на „Вела Гълф“, заедно с еднотипните му кораби от типа „Тикондерога“ Monterey, Shiloh и Port Royal, за изваждане от експлоатация, тъй като те не са модернизирани.
През декември 2020 г. в отчета на ВМС на САЩ към Конгреса за ежегодния дългосрочен план за строителство на военноморски кораби се казва, че през 2022 г. корабът е планиран за изваждане в резерва.
На 4 август 2022 г. „Вела Гълф“ е изваден от строя във военноморската база в Норфолк след почти 29 години служба. Сроковете за утилизация не са разгласени. Корабът ще е швартован във Филаделфия.

## Коментари
1. ↑  Буквите показват принадлежността към определен класː ВВ – линкор, СС, CL, СА – съответно линеен, лек или тежък крайцер, CV – самолетоносач, DD – разрушител, SS – подводница и т.н.